# Ian W. D. Dalziel

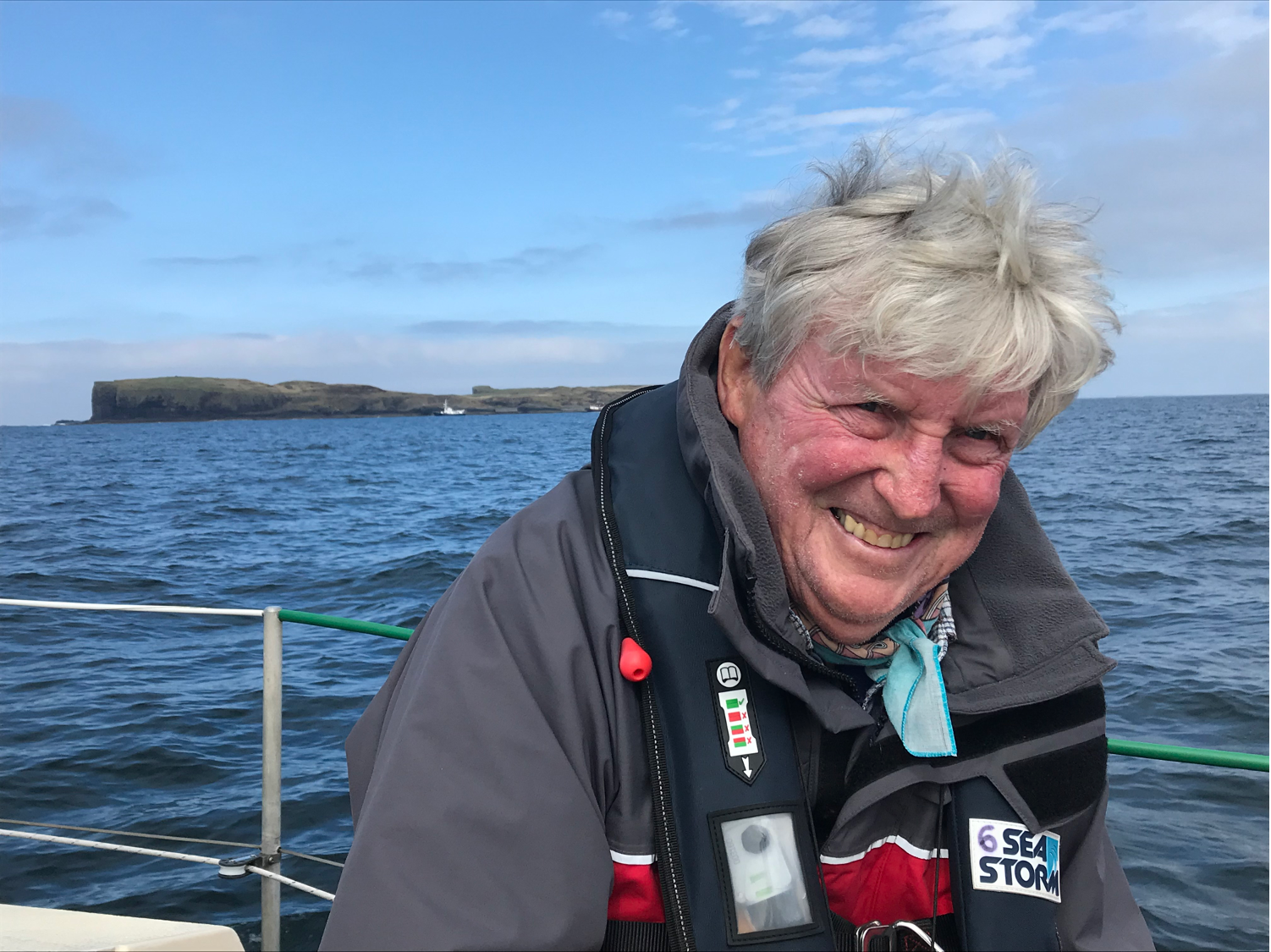
Ian W. D. Dalziel (2008)

Ian William Drummon Dalziel (* 26. November 1937 in Glasgow) ist ein schottischer Geologe.
Dalziel studierte an der Universität Edinburgh Geologie mit dem Bachelor-Abschluss 1959 und der Promotion 1963. Ab 1959 war er Assistant Lecturer an der Universität Edinburgh. 1963/64 war er Visiting Lecturer an der University of Wisconsin, war 1964/65 Ko-Leiter einer Expedition nach Somerset Island in der kanadischen Arktis und war ab 1964 Assistant Professor an der University of Wisconsin-Madison. Ab 1968 war er am Lamont-Doherty Geological Observatory, war dort Associate Professor und ab 1974 Professor an der Columbia University. Ab 1985 war er Professor  am University of Texas Institute for Geophysics (UTIG) der University of Texas at Austin.
Er befasst sich mit Kontinentwanderung (speziell in der Zeit vor der Existenz des letzten Superkontinenten Pangäa) und Superkontinent-Zyklen der geologischen Vergangenheit und war als Feldgeologe in entlegenen Orten wie Südgeorgien und der Antarktis. 1973 besuchte er Südgeorgien und fand eine ähnliche Geologie wie in den Südausläufern der Anden in Chile und Argentinien und dass diese noch vor 100 Millionen Jahren verbunden waren. Er zeigte auch das Texas vor 500 Millionen Jahren noch Teil der Antarktis war und dass es vor 50 Millionen Jahren Teil eines Plateaus war, das Nordamerika mit den argentinischen Anden verband. Er erforschte die geologische Geschichte der Antarktis und fand, dass das westantarktische Eisschild auf einer Inselkette liegt, dessen Einzelblöcke sich separat bewegten. In den 1980er Jahren installierte er GPS-Sender in der Antarktis, die ein Aufsteigen nach der Gewichtsabnahme durch Eisschmelze zeigten. 1989 organisierte er eine internationale geologische Expedition in die Antarktis um die antarktische Geschichte vor der Bildung von Pangäa zu erforschen.
Weitere Forschungsthemen waren Verhältnis von Metamorphose und Deformation bei Gebirgsbildung, Orogenese und Faltenmechanik, Spannungsgeschichte gefalteten Gesteins, Rekonstruktion von Gondwana, Entwicklung von Inselketten.
1992 erhielt er die Murchison-Medaille. 2021 erhielt er die Penrose-Medaille. Er ist Fellow der American Association for the Advancement of Science, der Geological Society of America und der Geological Society of London. Er ist Ehrenmitglied der Geologischen Vereinigung von Argentinien und arbeitete eng mit Geologen aus Chile und Argentinien zusammen.

## Schriften (Auswahl)
- mit M. J. de Wit, K. F. Palmer: Fossil marginal basin in the southern Andes, Nature, Band 250, 1974, S. 291–294
- Back-arc extension in the southern Andes: a review and critical reappraisal, Phil. Transactions Royal Society London, Series A, Band 300, 1981, S. 319–335
- mit D. H. Elliot: West Antarctica: problem child of Gondwanaland, Tectonics, Band 1, 1982, S. 3–19
- Collision and Cordilleran orogenesis: an Andean perspective, Geological Society, London, Special Publications 19, 1986, S. 389–404
- mit P. F. Barker, B. C. Storey: Tectonic development of the Scotia Arc region, in: R. J. Tingey (Hrsg.), The geology of Antarctica, Oxford, Clarendon Press, 1991, S.  215–248
- Pacific margins of Laurentia and East Antarctica-Australia as a conjugate rift pair: Evidence and implications for an Eocambrian supercontinent, Geology, Band 19, 1991, S. 598–601
- mit L. H. dalla Salda, C. A. Cingolani, R. Varela: Did the Taconic Appalachians continue into southern South America ?, Geology, Band 20, 1992, S. 1059–1062
- On the organization of American plates in the Neoproterozoic and breakout of Laurentia, GSA Today, Band 2, 1992, S. 237–241
- Antarctica; a tale of two supercontinents ?, Annual Review of Earth and Planetary Sciences, Band 20, 1992, S. 501–526
- mit L. H. Dalla Salda, L. M. Gahagan: Paleozoic Laurentia-Gondwana interaction and the origin of the Appalachian-Andean mountain system, Geological Society of America Bulletin, Band 106, 1994, S. 243–252
- Neoproterozoic-Paleozoic geography and tectonics: Review, hypothesis, environmental speculation, Geological Society of America Bulletin, Band 109, 1997, S. 16–42
- mit L. A. Lawver, L. M. Gahagan: A tight fit-early Mesozoic Gondwana, a plate reconstruction perspective, Mem. Nat. Inst. Polar Research, Special Issue, Band 53, 1998, S. 214–229
- mit S. Mosher,L. M. Gahagan: Laurentia-Kalahari collision and the assembly of Rodinia, Journal of Geology, Band 108, 2000, S. 499–513
- mit L. A. Lawver, J. B. Murphy: Plumes, orogenesis, and supercontinental fragmentation, Earth and Planetary Science Letters, Band 178, 2000, S. 1–11
- mit D. Macdonald, D. Paton u. a.: Mesozoic break-up of SW Gondwana: implications for regional hydrocarbon potential of the southern South Atlantic, Marine and Petroleum Geology, Band 20, 2003, S. 287–308
- mit Staci Loewy, James N. Connelly: An orphaned basement block: The Arequipa-Antofalla Basement of the central Andean margin of South America, Geological Society of America Bulletin, Band 116, 2004, S. 171–187